# DVB-T2
DVB-T2 (англ. Digital Video Broadcasting — Second Generation Terrestrial) — европейский стандарт эфирного цифрового телевидения второго поколения из группы стандартов DVB. По сравнению со стандартом первого поколения — DVB-T, DVB-T2 призван увеличить на 30—50 % ёмкость сетей, сохраняя основную инфраструктуру и частотные ресурсы.

## Техническое описание
DVB-Т2 принципиально отличается от DVB-T как архитектурой системного уровня (МАС-уровня — Media Access Control), так и особенностями физического уровня, вследствие чего приёмники DVB-T несовместимы с DVB-T2.
Для DVB-T2 были разработаны следующие характеристики:
- Модуляция OFDM с группами QPSK, 16-QAM, 64-QAM или 256-QAM.
- OFDM режимы 1k, 2k, 4k, 8k, 16k, 32k и «32k ext». Длина символа для режима 32k составляет около 4 мс.
- Относительные длины защитных интервалов: 1/128, 1/32, 1/16, 19/256, 1/8, 19/128 и 1/4. (Для режима 32k максимум 1/8).
- Прямая коррекция ошибок (FEC) с каскадным применением корректирующих кодов LDPC и БЧХ (как в DVB-S2 и DVB-C2).
- DVB-T2 поддерживает полосы пропускания канала: 1,7; 5; 6; 7; 8 и 10 МГц, причём, 1,7 МГц предназначена для мобильного телевидения.
- передача/приём в режиме MISO (англ. Multiple Input, Single Output) с использованием метода Аламоути, то есть приёмник обрабатывает сигналы с двух и более передающих антенн.

## Сравнение DVB-T и DVB-T2
В следующей таблице приведено сравнение доступных режимов в DVB-T и DVB-T2.
|                                                | DVB-T                                                        | DVB-T2                                                                                          |
| ---------------------------------------------- | ------------------------------------------------------------ | ----------------------------------------------------------------------------------------------- |
| Коррекция ошибок (FEC)                         | Свёрточный код + Код Рида — Соломона 1/2, 2/3, 3/4, 5/6, 7/8 | LDPC (Low Density Parity Check) + BCH (Bose-Chaudhuri-Hocquenghem) 1/2, 3/5, 2/3, 3/4, 4/5, 5/6 |
| Режимы модуляции                               | QPSK, 16-QAM, 64-QAM                                         | QPSK, 16-QAM, 64-QAM, 256-QAM                                                                   |
| Защитный интервал                              | 1/4, 1/8, 1/16, 1/32                                         | 1/4, 19/256, 1/8, 19/128, 1/16, 1/32, 1/128                                                     |
| Размерность ДПФ                                | 2k, 8k                                                       | 1k, 2k, 4k, 8k, 16k, 32k                                                                        |
| Рассредоточенные пилот-сигналы                 | 8 % от общего числа                                          | 1 %, 2 %, 4 %, 8 % от общего числа                                                              |
| Непрерывные пилот-сигналы                      | 2,6 % от общего числа                                        | 0,35 % от общего числа                                                                          |
| Полоса пропускания                             | 6; 7; 8 МГц                                                  | 1,7; 5; 6; 7; 8; 10 МГц                                                                         |
| Макс. скорость передачи данных (при ОСШ 20 дБ) | 31,7 Мбит/с                                                  | 45,5 Мбит/с                                                                                     |
| Требуемое ОСШ (для 24 Мбит/с)                  | 16,7 дБ                                                      | дБ                                                                                              |

Максимальная скорость передачи данных при ширине полосы 8 МГц, 32K поднесущих, с защитным интервалом 1/128, схема размещения поднесущих PP7:
| Модуляция | Скорость кода | Максимальная скорость цифрового потока, Мбит/с | Длина Т2-кадра, OFDM-символов | Число кодовых слов в кадре |
| --------- | ------------- | ---------------------------------------------- | ----------------------------- | -------------------------- |
| QPSK      | 1/2           | 7,4442731                                      | 62                            | 52                         |
| QPSK      | 3/5           | 8,9457325                                      | 62                            | 52                         |
| QPSK      | 2/3           | 9,9541201                                      | 62                            | 52                         |
| QPSK      | 3/4           | 11,197922                                      | 62                            | 52                         |
| QPSK      | 4/5           | 11,948651                                      | 62                            | 52                         |
| QPSK      | 5/6           | 12,456553                                      | 62                            | 52                         |
| 16-QAM    | 1/2           | 15,037432                                      | 60                            | 101                        |
| 16-QAM    | 3/5           | 18,07038                                       | 60                            | 101                        |
| 16-QAM    | 2/3           | 20,107323                                      | 60                            | 101                        |
| 16-QAM    | 3/4           | 22,619802                                      | 60                            | 101                        |
| 16-QAM    | 4/5           | 24,136276                                      | 60                            | 101                        |
| 16-QAM    | 5/6           | 25,162236                                      | 60                            | 101                        |
| 64-QAM    | 1/2           | 22,481705                                      | 46                            | 116                        |
| 64-QAM    | 3/5           | 27,016112                                      | 46                            | 116                        |
| 64-QAM    | 2/3           | 30,061443                                      | 46                            | 116                        |
| 64-QAM    | 3/4           | 33,817724                                      | 46                            | 116                        |
| 64-QAM    | 4/5           | 36,084927                                      | 46                            | 116                        |
| 64-QAM    | 5/6           | 37,618789                                      | 46                            | 116                        |
| 256-QAM   | 1/2           | 30,074863                                      | 68                            | 229                        |
| 256-QAM   | 3/5           | 36,140759                                      | 68                            | 229                        |
| 256-QAM   | 2/3           | 40,214645                                      | 68                            | 229                        |
| 256-QAM   | 3/4           | 45,239604                                      | 68                            | 229                        |
| 256-QAM   | 4/5           | 48,272552                                      | 68                            | 229                        |
| 256-QAM   | 5/6           | 50,324472                                      | 68                            | 229                        |

## Структура системы
Стандарт DVB-T был предназначен исключительно для передачи транспортного потока MPEG-TS, но в отличие от DVB-T, в DVB-T2 заложена возможность передачи нескольких независимых разных по природе и структуре транспортных потоков. Каждый цифровой поток помещается в свой магистральный поток — так называемый канал физического уровня PLP (англ. Physical Layer Pipe). Для этого введена функция предварительной обработки входных данных.

### Входная предварительная обработка
Создание канала физического уровня (PLP), который может содержать один из следующих потоков:
- транспортный поток (TS) — последовательность пакетов фиксированной длины
- обобщённый инкапсулированный поток (GSE) — пакеты переменной или фиксированной длины, которая указана в заголовках этих пакетов
- обобщённый непрерывный поток (GCS) — последовательность пакетов без указания их длины или максимальной длиной 64 кбит.
- обобщённый поток, объединённый в пакеты фиксированной длины (GFPS) — формат для совместимости с DVB-S2, может быть заменен на GSE.

### Входная обработка
Данные собираются в группы, называемые потоковыми (англ. Baseband) кадрами (BB-кадры), определяемых параметрами модуляции и кодирования (MODCOD), в версиях «нормальной» или «короткой» длины. Возможна передача одного или нескольких потоков PLP

| Однопоточный PLP (режим 'A'): - Адаптации режима - Входной интерфейс - Свёрточное кодирование CRC-8 - Добавление BB-заголовка - Адаптация потока - вставка заполнения - скремблирование BB-кадра | Многопоточный PLP (режим 'B') - Адаптации режима - Входной интерфейс - Синхронизация входного потока - Компенсирующая задержка - Удаления нулевых пакетов - Кодирование CRC-8 - Добавление BB-заголовка - Адаптация потока - планирование PLP - задержка кадра - внутриканальная сигнализация - скремблирование BB |  |

### Кодирование и модуляция с битовым перемежением (BICM)
- Прямая коррекция ошибок (FEC): каждый BB-кадр превращается в FEC-кадр из Nldpc битов, путём добавления данных о чётности. Нормальные FEC-кадры содержат 64800 бит, в то время как короткие FEC-кадры содержат 16200 бит. Отношение эффективного кодирования 32 208/64 800 (1/2), 38 688/64 800 (3/5), 43 040/64 800 (2/3), 48 408/64 800 (3/4), 51 648/64 800 (4/5), 53 840/64 800 (5/6)
  - Внешнее кодирование: код Боуза — Чоудхури — Хоквингема (БЧХ), способен исправить 10 или 12 ошибок в FEC-кадре. Используется для вычисления чётности данных информационного поля. Полином генератора БЧХ имеет следующие степени: сто шестидесятую (160), сто шестьдесят восьмую (168) или сто девяносто вторую (192).
  - Внутреннее кодирование: код с малой плотностью проверок на чётность (LDPC)
- Битовое перемежение
  - Перемежение блока битов чётности
  - Перемежение страниц
- Демультиплексирование битов по ячейкам кодовых слов
- Преобразование Грея ячеек кодовых слов в сигнальное созвездие: используются преобразования QPSK (4-QAM), 16-QAM, 64-QAM или 256-QAM.
- Вращение созвездия и циклическая квадратурная (Q) задержка: дополнительно, поворот созвездия против часовой стрелки может достигать 30 градусов. Кроме того, квадратурной (мнимой) части ячеек циклически сдвигается на одну ячейку
- Перемежение ячеек
- Временное перемежение — применяется для устойчивости к импульсным помехам, различные компоненты информации перемежаются с периодом около 70 мс.

### Формирование кадра
Передаваемый поток организуется в суперкадры, которые состоят из кадров DVB-T2 (до 255) и частей кадра перспективного расширения (FEF). FEF используют для резервирования места для информации, которая может появиться в будущем и передаваться в OFDM.
- Преобразование ячеек: ячейки преобразуются в OFDM символы. Кадр DVB-T2 состоит из:
  - символа P1 — используется для синхронизации
  - одного и более символов P2 — передает параметр конфигурации сигнализации L1
  - символов регулярных данных — содержат данные PLP (существует три вида: общие PLP, PLP типа 1 и PLP типа 2), вспомогательные потоки и фиктивные символы для заполнения
  - символа закрытия кадра (для некоторых параметров)
- Частотное перемежение: случайное чередование делается для каждого символа OFDM (кроме P1)

### Генерация OFDM
- Режим MISO (англ. multiple input single output — много входов, один выход) введён для одночастотных сетей: предварительная обработка Аламоути дополнительно применяется к парам ячеек OFDM-символов.
- Внедрение пилот-сигнала и резервирование ложного тона. Добавляются три класса пилот-тонов: постоянные (с фиксированным положением), рассеянные (циклически движущееся положение) или краевые (граничное положение). Есть 8 различных конфигураций для рассеянного пилот-тона (PP1 … PP8). Кроме того, ряд фиктивных поднесущих не модулировано и зарезервировано, чтобы уменьшить динамический диапазон выходного сигнала DVB-T2 (это уменьшает нелинейные искажения в усилителях мощности во время передачи).
- Обратное дискретное преобразование Фурье (IDFT): классическое IDFT используется для перехода из частотной области во временную область, смещая положение поднесущих относительно средней несущей частоты. Доступно от 1k (1024) до 32k (32768) поднесущих. Существует также расширенный режим, который позволяет заполнить дополнительные данные в доступной полосе пропускания, используя больше активных поднесущих и сокращая количество нулевых поднесущих защитного диапазона.
- Уменьшение отношения пиковой мощности к средней (PAPR) — повышает КПД передатчика по мощности.
- Добавление защитного интервала: циклический префикс вставляется перед символом IDFT, чтобы выделить сигнал при наличии эхо-сигналов в канале передачи. Допускаются интервалы длиной от 1/128 до 1/4 от длины IDFT .
- Добавление символа P1: символом P1 является отдельно созданным символом 1k OFDM, всегда вставляется в заголовке кадра. Она передает несколько бит информации (распространение, скремблирование и DBPSK модуляцией), служит для синхронизации (по времени и по частоте) и идентификации потока на приёмной стороне.
- Цифро-аналоговое преобразование (ЦАП) : отсчёты DVB-T2 преобразуется в аналоговый комплексный BB-сигнал (I и Q). Частота дискретизации зависит от пропускной способности выделенной полосы частот. Например, при ширине канала 8 МГц, интервал дискретизации комплексных отсчётов 7/64 мкс.

## Сервисные возможности
DVB-T2 позволяет предоставлять различные цифровые сервисы и услуги:
- Многоканальное мультиплексирование;
- Телевидение стандартной чёткости SDTV в форматах соотношения сторон экрана 4:3 и 16:9;
- Телевидение высокой чёткости HDTV;
- Телевидение сверхвысокой чёткости UHDTV;
- 3D-телевидение в стандарте DVB 3D-TV;
- Интерактивное гибридное телевидение в стандарте HbbTV;
- Видео по запросу;
- Телегид;
- Телетекст;
- Субтитры;
- Стереозвук;
- Объёмный звук;
- Звук Dolby Digital;
- Мультизвук (выбор языка вещания);
- Цифровое радио;
- Синхронизация времени и даты с цифровым телевещанием;
- Передача данных в стандарте DVB-DATA;
- Прямой и обратный каналы связи для интерактивных сервисов в стандартах DVB-RCS и DVB-RCT;
- Широкополосный доступ в Интернет;
- Система оповещения.

В списке представлены все цифровые сервисы и услуги DVB-T2. Многие цифровые сервисы и услуги являются интерактивными.

## Приём цифрового сигнала DVB- T2
Приём цифрового сигнала DVB-T2 осуществляется эфирной коллективной или индивидуальной (наружной или комнатной) антенной, подключаемой к различным приёмникам:
- цифровой или универсальный телевизор с поддержкой DVB-T2;
- ресивер (ТВ-приставка) DVB-T2 для телевизора или монитора;
- ТВ-тюнер DVB-T2 для компьютера.

## Использование

### Европа
- Германия: один мультиплекс (HD), пробный запуск 31 мая 2016 г. Регулярное (коммерческое) вещание ведётся с 29 марта 2017 года[3].
- Великобритания: один мультиплекс (HDTV), пробный запуск в декабре 2009 года, полностью запущен в апреле 2010 года.
- Италия: один мультиплекс, пробный запуск в октябре 2010 года.
- Швеция: два мультиплекса, полный запуск в ноябре 2010 года.
- Финляндия: пять мультиплексов, пробный запуск в январе 2011 года, полностью — в феврале 2011 года.
- Испания: два мультиплекса, полный запуск в 2010 году.

### Россия
DVB-T2 определён как стандарт цифрового эфирного телевидения в рамках Федеральной целевой программы «Развитие телерадиовещания в Российской Федерации на 2009—2018 годы». 16 марта 2012 года решением Государственной комиссии по радиочастотам для вещания в стандарте DVB-T2 приняты к использованию радиочастоты метрового (174—230 МГц) и дециметрового диапазонов частот (470—790 МГц) на 6—12 и 21—60 частотных каналах соответственно.
Единственным исполнителем работ в рамках ФЦП «Развитие телерадиовещания в Российской Федерации на 2009—2018 годы» определена «Российская телевизионная и радиовещательная сеть» (РТРС). Данным государственным оператором организовано вещание двух мультиплексов в стандарте DVB-T2 — РТРС-1 и РТРС-2, осуществляется расширенное вещание (региональный мультиплекс) в Республике Крым и Севастополе. Пакеты каналов, сформированные РТРС, являются бесплатными и открытыми для приёма (FTA), система условного доступа для шифрования сигнала не применяется. В соответствии со стандартом DVB-T2 реализованы бесплатные, социальные цифровые сервисы и услуги: телевидение стандартной чёткости (SDTV), цифровое радио, стереозвук, субтитры, телетекст, телегид, синхронизация времени и даты с цифровым телевещанием. К концу 2018 года РТРС обладала более 5 тысяч объектов и 10  тысяч передатчиков DVB-T2, на 2019 год было запланировано отключение аналогового вещания и переход на DVB-T2, что и произошло 14 октября.

### Украина
В 2010 году «Одесский ОРТПЦ» организовал тестовое вещание одного мультиплекса в стандарте DVB-T2, тогда же «Одесский ОРТПЦ» претендовал на общенациональную лицензию провайдера. Однако в 2011 году лицензию оператора цифровой телесети с использованием стандарта DVB-T2 получила лишь одна компания — «Зеонбуд». В 2011—2015 годах данным оператором применялась СУД Irdeto Cloaked CA в рамках концепции Free-to-view. Осуществляется вещание пяти общенациональных FTA-мультиплексов — «МХ-1», «МХ-2», «МХ-3», «МХ-5» и «MX-7». Мультиплексы состоят из 50 телеканалов, из них — 46 общенациональных и 4 региональных; стандарт сжатия — MPEG4.

### Беларусь
РУП «Белтелеком» и РУП «Белорусский радиотелевизионный передающий центр» в 2013 году реализовали совместный проект коммерческого цифрового вещания в стандарте DVB-T2 — «2-го мультиплекса» и «3-го мультиплекса» под маркой «ZALA». Эфирная трансляция началась 1 августа 2013 года в городах Березино и Крупки, последние аналоговые передатчики отключили 4 января 2016 года, обеспечив общее покрытие цифровым сигналом 99,45 % домохозяйств страны. В 2016 году РУП «БРТПЦ» реорганизовано путем присоединения к РУП «Белтелеком», которое с этого момента является естественной монополией в эфирном телерадиовещании.

### Армения
В ноябре 2014 года в Ереване и близлежащих городах запущено тестовое вещание DVB-T2.

### Кыргызстан
В г. Бишкек и на остальной территории республики осуществляется цифровое эфирное вещание в стандарте DVB-T2.

### Таджикистан
На цифровое вещание перешли четыре государственных телеканала Таджикистана — «Шабакаи Аввал» («Первый канал»), «Телевидение Сафина», «Джахоннамо», детский телеканал «Бахористон», а также каналы «Синамо» («Кино») и «Варзиш HD» («Спорт HD»). Эфирное вещание в стандарте DVB-T2 осуществляется в городах Душанбе, Курган-Тюбе, Худжанд, Куляб и Хорог, зона охвата составляет порядка 51 %[чего?] страны. Кроме того, к цифровому вещанию приступали два независимых телеканала города Худжанда — «Азия» и «СМ-1», позднее отказавшихся от цифрового вещания.